# Jean-Pierre Davidts
Jean-Pierre Davidts (* 1950 in Liège, Belgien) ist ein kanadischer Kinderbuchautor, Übersetzer und Biologe.

## Leben und Wirken
Jean-Pierre Davidts liebte als Kind die belgischen Cartoons und Comics. Er wanderte 1961 nach Kanada aus, wo er bis heute in Québec lebt. 1973 erhielt er den Bachelor of Science in Biologie und 1975 den Master of Arts in Übersetzung am Collège Mont-Saint-Louis in Montreal. Sein bekanntestes Buch erschien 1997 mit dem Titel Le petit prince retrouve (Der kleine Prinz kehrt zurück). Dies ist die inoffizielle Fortsetzung von Der kleine Prinz und eine Hommage an Saint-Exupery. Vorher schrieb er schon zehn Kinderbücher.

## Auszeichnungen
- 1995: Prix Desjardins in der Kategorie „Jugendliteratur“[2][1]

## Werke (Auswahl)
- Contes du chat gris. Mit Illustrationen von Dominique Jolin, Boréal, Montreal 1994, ISBN 2-89052-643-7.
- La Machine à laver hantée. Mit Illustrationen von Luc Bélanger, La Vache volante, Gatineau, Québec 1995, ISBN 2-92181-001-8.
- Nouveaux contes du chat gris. Mit Illustrationen von Jacques Laplante, Boréal, Montreal 1995, ISBN 2-89052-693-3.
- Le Chat gris raconte. Mit Illustrationen von Pascale Constantin, Boréal, Montreal 1996, ISBN 2-89052-739-5.
- Le petit prince retrouve. Mit Illustrationen von Marie-Claude Favreau, Les Intouchables, Québec 1997, ISBN 2-92177-538-7.
  - Der kleine Prinz kehrt zurück. Aus dem Französischen übersetzt von Brigitte Große. Rotbuch Verlag, Hamburg 1998, ISBN 3-434-54501-8, u. zweite Auflage 2000.